# Blang Beureueh
Blang Beureueh is een bestuurslaag in het regentschap Pidie van de provincie Atjeh, Indonesië. Blang Beureueh telt 698 inwoners (volkstelling 2010).